# ランピースキン病
ランピースキン病（らんぴーすきんびょう、英:lumpy skin disease）とはランピースキン病ウイルス感染を原因とする牛や水牛の感染症。家畜伝染病予防法における届出伝染病。
ランピースキン病ウイルス（Lumpy skin disease virus）はポックスウイルス科コルドポックスウイルス亜科カプリポックスウイルス属に属し、中和テストにおいて羊痘ウイルス、山羊痘ウイルスと交差反応を示す。主として節足動物による機械的伝播により感染が成立するほか、汚染された飲用水を介しての感染や垂直感染、注射針の使いまわし等による血液感染の例も報告されている。症状は発熱、元気消失、流涎、流涙、鼻汁漏出を示し、皮膚結節を形成する。病変部の上皮細胞において好酸性の細胞質内封入体を形成することがある。死亡率は高くないものの、乳量の低下や皮膚の異常から牛革の価値を損ねる等、経済的な損失の大きい疾病である。診断は羊あるいは牛の精巣培養細胞によるウイルス分離による。ワクチンが開発されている。2024年11月6日、福岡県にて日本内初の感染例が報告されている。